# Сары-Булак (Кочкорский район)
Сары-Булак (дословно - «жёлтый источник») (кирг. Сары-Булак) — высокогорное село Кочкорского района. Входит в состав Сары-Булакского аильного округа в Нарынской области Кыргызской Республики.
Расположено на берегу реки Каракуджур близ автотрассы Кочкорка-Нарын. Ниже населённого пункта Сары-Булак, р. Каракуджур сливается с р. Тёлёк, образуя реку Джоон-Арык.
Районный центр с.Кочкорка находится в 37 км к юго-западу от села. Имеется средняя школа имени Шамена, медпункт, клуб, библиотека, столовая.
Расположено в районе ожидаемых землетрясений II-категории опасности с балльностью 5-7 В 2016 году сошедший сель оставил село Сары-Булак без моста через р.  Каракуджур.
Население в 2009 году составляло 179 человек.
Жители Сары-Булак занимаются, в основном, сельским хозяйством, выращиванием зерновых культур.